# Гарсия, Дани (футболист, 1990)
Даниэ́ль Гарси́я Карри́льо (исп. Daniel García Carrillo; родился 24 мая 1990, Сумаррага, Испания), более известный как Да́ни Гарси́я — испанский футболист, полузащитник клуба «Олимпиакос».

## Клубная карьера
Гарсия родился в городе Сумаррага и начал свою карьеру в клубе СД «Урола». В 2007 он присоединился к академии «Реал Сосьедад».
После завершения академии в 2009 году Гарсия перешёл в «Аликанте B». 13 марта 2010 года полузащитник дебютировал за основную команду «Аликанте» в матче против клуба «Валенсия Месталья». 24 июня 2011 года Гарсия перешёл в «Хетафе B», где был игроком основы.
В 2012 году Гарсия подписал контракт с «Реал Сосьедадом» и сразу ушёл в аренду в «Эйбар». После хорошего сезона в составе «оружейников» клуб решил продлить аренду ещё на один год. 18 августа он дебютировал в Сегунде, в матче с «Реал Хаэном». 25 мая 2014 года он вместе с «Эйбаром» впервые вышли в Ла Лигу. Летом 2014 года было объявлено о его окончательном переходе в «Эйбар».

## Достижения
«Атлетик Бильбао»
- Обладатель Кубка Испании: 2023/24
- Обладатель Суперкубка Испании: 2021